# Thelotrema cubanum
Thelotrema cubanum är en lavart som beskrevs av Tuck. 1862. Thelotrema cubanum ingår i släktet Thelotrema och familjen Thelotremataceae.   Inga underarter finns listade i Catalogue of Life.